# 现任广东省地级行政区人民代表大会常务委员会主任列表

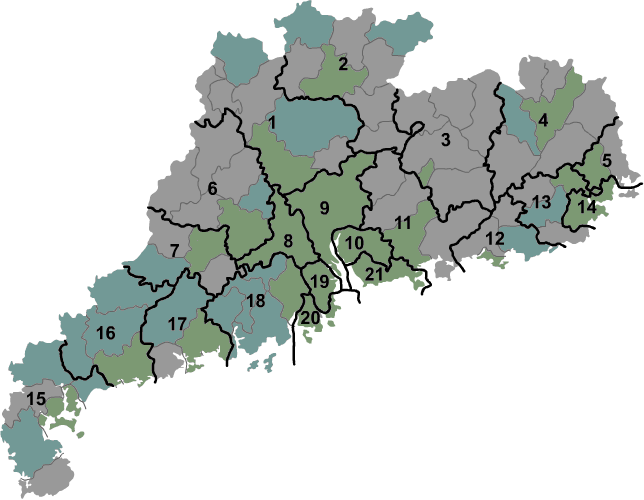
以廣東省地級行政區來劃分，
具體請見：「廣東省」條目，
「行政區劃」章節

本列表列出中华人民共和国广东省21个地级行政区人民代表大会常务委员会的现任主任。根据《中华人民共和国地方各级人民代表大会和地方各级人民政府组织法》规定，省、自治区、直辖市、自治州、县、自治县、市、市辖区的人民代表大会设立常务委员会，作为本级人民代表大会的常设机关，对本级人民代表大会负责并报告工作。此外，为了理顺党与人大的关系，除了兼任中共中央政治局委员的省、直辖市的党委书记和民族自治地方的自治区的党委书记不兼任外，其余的人大常委会主任大都由同级党委书记兼任，日常工作由人大常委会第一副主任负责。但近年来也出现党委书记与人大常委会主任分设的情况，其中广东省广州市、深圳市、珠海市、汕头市、佛山市、东莞市为市委书记与市人大常委会主任分设，其余地级市人大常委会主任由市委书记兼任。
现任地级行政区人大常委会主任中，任职时间最长的是清远市人民代表大会常务委员会主任殷昭举，自2021年1月30日起担任人大主任，迄今4年1个月；任职时间最短的是湛江市人民代表大会常务委员会主任余钢，自2024年10月26日起担任人大主任，迄今4个月。

## 副省級市人大常委会主任
| 副省级市人大常委会           | 人大常委会主任 | 上任日期 （任职时间）      | 出生年月           | 是否由 市委书记兼任 | 信息源 |
| ---------------------------- | -------------- | -------------------------- | ------------------ | ------------------- | ------ |
| 广州市人民代表大会常务委员会 | 王衍诗         | 2022年1月28日 （3年1个月） | 1963年9月 （61歲） | 否                  | [ 2 ]  |
| 深圳市人民代表大会常务委员会 | 戴运龙         | 2024年2月2日 （1年1个月）  | 1965年9月 （59歲） | 否                  |        |

## 地級市人大常委会主任
| 地级市人大常委会 （历任主任） | 人大常委会主任 | 上任日期 （任职时间）       | 出生年月            | 是否由 市委书记兼任 | 信息源 |
| ----------------------------- | -------------- | --------------------------- | ------------------- | ------------------- | ------ |
| 珠海市人民代表大会常务委员会  | 潘江           | 2022年1月14日 （3年2个月）  | 1965年1月 （60歲）  | 否                  | [ 3 ]  |
| 汕头市人民代表大会常务委员会  | 项天保         | 2022年1月11日 （3年2个月）  | 1967年7月 （57歲）  | 否                  | [ 4 ]  |
| 佛山市人民代表大会常务委员会  | 胡钛           | 2021年11月15日 （3年4个月） | 1964年4月 （60歲）  | 否                  |        |
| 韶关市人民代表大会常务委员会  | 陈少荣         | 2022年9月27日 （2年5个月）  | 1968年11月 （56歲） | 是                  | [ 5 ]  |
| 湛江市人民代表大会常务委员会  | 余钢           | 2024年10月25日 （4个月）    | 1969年4月 （55歲）  | 是                  |        |
| 肇庆市人民代表大会常务委员会  | 张爱军         | 2022年1月13日 （3年8个月）  | 1970年4月 （54歲）  | 是                  |        |
| 江门市人民代表大会常务委员会  | 陈岸明         | 2021年8月5日 （3年7个月）   | 1968年6月 （56歲）  | 是                  | [ 6 ]  |
| 茂名市人民代表大会常务委员会  | 庄悦群         | 2022年9月27日 （2年5个月）  | 1969年8月 （55歲）  | 是                  | [ 7 ]  |
| 惠州市人民代表大会常务委员会  | 刘吉           | 2021年11月12日 （3年4个月） | 1969年5月 （55歲）  | 是                  | [ 8 ]  |
| 梅州市人民代表大会常务委员会  | 马正勇         | 2021年11月22日 （3年3个月） | 1973年1月 （52歲）  | 是                  | [ 9 ]  |
| 汕尾市人民代表大会常务委员会  | 逯峰           | 2022年9月27日 （2年5个月）  | 1972年1月 （53歲）  | 是                  | [ 10 ] |
| 河源市人民代表大会常务委员会  | 林涛           | 2021年6月29日 （3年8个月）  | 1971年7月 （53歲）  | 是                  | [ 11 ] |
| 阳江市人民代表大会常务委员会  | 卢一先         | 2023年8月31日 （1年6个月）  | 1970年7月 （54歲）  | 是                  |        |
| 清远市人民代表大会常务委员会  | 殷昭举         | 2021年1月30日 （4年1个月）  | 1972年7月 （52歲）  | 是                  | [ 12 ] |
| 东莞市人民代表大会常务委员会  | 骆招群         | 2022年1月13日 （3年2个月）  | 1965年10月 （59歲） | 否                  | [ 13 ] |
| 中山市人民代表大会常务委员会  | 郭文海         | 2022年1月14日 （3年2个月）  | 1968年11月 （56歲） | 是                  | [ 14 ] |
| 潮州市人民代表大会常务委员会  | 何晓军         | 2021年8月27日 （3年6个月）  | 1972年7月 （52歲）  | 是                  | [ 15 ] |
| 揭阳市人民代表大会常务委员会  | 王胜           | 2021年6月19日 （3年9个月）  | 1968年3月 （57歲）  | 是                  | [ 16 ] |
| 云浮市人民代表大会常务委员会  | 卢荣春         | 2021年8月30日 （3年6个月）  | 1967年9月 （57歲）  | 是                  | [ 17 ] |